# The Swale
The Swale är en strömfåra i Storbritannien.   Den ligger i riksdelen England, i den sydöstra delen av landet, 80 km öster om huvudstaden London.